# 盛田良久
盛田良久（もりた よしひさ、1947年3月8日- ）は、日本の経営学者。学位は、経営学博士（1991年）（学位論文「アメリカ証取法会計・監査制度史とその実態の解明に関する研究」）。元愛知大学教授。

## 略歴
愛知県常滑市生まれ。愛知大学卒、1971年神戸商科大学大学院経営学研究科修了。1979年-1980年フルブライト若手研究員としてイリノイ大学にて監査研究。1991年「アメリカ証取法会計・監査制度史とその実態の解明に関する研究」で経営学博士の学位を取得。沖縄国際大学講師、助教授、大阪学院大学助教授、教授、名城大学経営学部教授、2008年愛知大学経営学部教授となる。2017年定年。

## 著書
- 『アメリカ証取法会計 SEC規制史とその実態』中央経済社 1987
- 『日商簿記3級攻略法』同文館出版 1992
- 『日商簿記検定2級スピード合格法 商業簿記』中央経済社、1994
- 『日商簿記検定2級スピード合格法 工業簿記』中央経済社 1994

### 共編著
- 『監査問題と特記事項』編著 中央経済社 日本監査研究学会研究シリーズ 2002
- 『21世紀の会計と監査』河合秀敏共編著 同文舘出版 2003
- 『まなびの入門監査論』百合野正博,朴大栄共編著 中央経済社 2007
- 『監査論 スタンダードテキスト』蟹江章,友杉芳正,長吉眞一,山浦久司共編著 中央経済社 2008
- 『監査論 問題演習編 スタンダードテキスト』蟹江章,長吉眞一共編 中央経済社 2010
- 『はじめてまなぶ監査論』百合野正博,朴大栄共編著 中央経済社 2017